# Friedrich Carl Eichenberg
Friedrich Carl Eichenberg (* 3. August 1915 in Chemnitz; † 12. November 2007) war ein deutscher evangelischer Regionalbischof.

## Leben
Friedrich Carl Eichenberg wurde am 3. August 1915 als Sohn des Diakons und späteren Pfarrers Alfred Eichenberg geboren. Nach dem Abitur am Staatsgymnasium Chemnitz leistete er von 1935 bis 1937 Arbeits- und Wehrdienst. Von 1937 bis 1939 folgte ein Theologiestudium in Leipzig und Tübingen, dem sich von 1940 bis 1945 der Kriegsdienst, zuletzt als Hauptmann, anschloss. Nach der Rückkehr aus der sowjetischen Kriegsgefangenschaft Ende 1949 setzte Eichenberg 1950 sein Studium an der Theologischen Hochschule in Berlin-Zehlendorf fort. 1953 wurde er nach Breitenbrunn in Sachsen abgeordnet und dort am 2. August dieses Jahres ordiniert. 1960 erhielt er einen Ruf als Pfarrer in Freiberg, von wo er 1966 als evangelischer Propst der Altmark an den Stendaler Dom berufen wurde. Nach dem Eintritt in den Ruhestand 1980 lebte er mit seiner Frau zuletzt in Klein Schwechten bei Stendal und veröffentlichte zahlreiche Darstellungen zu christlichen Sakralbauten.

## Veröffentlichungen (Auswahl)
- Die mittelalterlichen Glasfenster. In: Der Dom St. Nikolaus in Stendal – Geschichte und Gegenwart. Berlin 1988, S. 32–46.
- Drei Darstellungen der Christgeburt. In: Der Dom St. Nikolaus in Stendal – Geschichte und Gegenwart. Berlin 1988, S. 47–50.
- Mittelalterliche Abendmahlskelche. In: Der Dom St. Nikolaus in Stendal – Geschichte und Gegenwart. Berlin 1988, S. 51–55.